# 蔡蔚鸣
蔡蔚鸣（1972年11月—），男，中华人民共和国外交官，现任中华人民共和国驻所罗门群岛特命全权大使。

## 生平
蔡蔚鸣曾任驻以色列大使馆参赞、首席馆员和外交部西亚北非司参赞。2021年，任外交部西亚北非司副司长。2023年12月，出任中华人民共和国驻所罗门群岛大使。